# Hesselberg-Hütte
Die Hesselberg-Hütte ist eine Schutzhütte der Sektion Hesselberg des Deutschen Alpenvereins (DAV). Sie liegt in der Frankenhöhe in Deutschland. Es handelt sich um eine Selbstversorgerhütte mit Einkehrmöglichkeit ohne Übernachtung und teilweiser Bewirtschaftung.

## Geschichte
Die Sektion Hesselberg wurde am 20. Februar 1960 im Gasthaus zur Post in Bechhofen als Sektion Hesselberg des Deutschen Alpenvereins gegründet. Die Hesselberg-Hütte liegt am Nordhang des Hesselberges, sie wurde 1978 erbaut.

## Lage
Die Hesselberg-Hütte liegt auf einer Höhe von 555 m ü. NHN in der Frankenhöhe bei Ehingen.

## Zustieg
- Parkmöglichkeit an der Bergmühle in ca. 500 m Entfernung.[3]

## Tourenmöglichkeiten
- Geologische Rundwanderung am höchsten Berg Mittelfrankens, 7,9 km, Gehzeit 3 Std.[4]

## Karten
- ATK25-I07 Wassertrüdingen (Amtliche Topographische Karte 1:25.000): Hesselberg, Ehingen, Ornbau, Dentlein a.Forst, Bechhofen, Arberg, Weiltingen (ATK25 Amtliche Topographische Karte 1:25.000 Bayern) Landkarte – Gefaltete Karte, 1. Juli 2021, ISBN 978-3899339178